# Širaz
Širaz (perz. شیراز „Širâz“) glavni je grad provincije Fars i šesti najmnogoljudniji grad u Iranu. Nalazi se na jugozapadu zemlje na sezonskoj rijeci Rudhaneje Hošk. Klima u gradu je umjerena, a u kulturnom smislu grad ima veliki značaj zbog brojnih povijesnih spomenika. U neposrednoj blizini grada nalaze se brojna arheološka nalazišta poput Perzepolisa, Anšana, Pasargada i Istahra. Širaz više od tisuću godina ima status trgovačkog centra regije.
Grad datira iz oko 2000. pr. Kr., odnosno spominje se kao „Tiraziš“ na elamskim glinenim zapisima. U 13. stoljeću Širaz je postao središte umjetnosti i znanosti, zahvaljujući brojnim perzijskim umjetnicima i znanstvenicima koji su djelovali u gradu. Bio je glavni grad Irana tijekom vladavine zandijske dinastije od 1762. do 1794. godine.
Širaz je poznat kao grad pjesnika, vina i cvijeća. Rodno je mjesto poznatog iranskog pjesnika Hafiza. Irancima je grad poznat kao „Grad vrtova“, budući kako je Širaz prepun parkovima i vrtovima s voćem. Grad ima veliku kršćansku i židovsku zajednicu. U Širazu se nalazi 15 fakulteta ili sveučilišta, a najvažnije industrije su proizvodnja cementa, šećera, tekstila, metala i sagova. U Širazu je smještena jedna od glavnih iranskih rafinerija nafte, te je također jedan od glavnih središta elektroničke industrije u zemlji. U neposrednoj blizini grada izgrađena je prva iranska solarna eletrana.

## Poveznice
- Zračna luka Širaz

## Vanjske poveznice
- Video (Iranngeah): Širaz, grad pjesnika, vina i cvijeća
- Fotografije Širaza
- Fotografije povijesnog Širaza
- Bazar u Širazu
- Fal e Hafez
- Dobrodošli u Širaz  Arhivirana inačica izvorne stranice od 27. listopada 2021. (Wayback Machine)
- [neaktivna poveznica]
- Gospodarska komora Širaza  Arhivirana inačica izvorne stranice od 3. rujna 2005. (Wayback Machine)
- Slike Širaza  Arhivirana inačica izvorne stranice od 15. prosinca 2018. (Wayback Machine)
- Fotografije grada (Shapour Bahrami, flickr)

Sestrinski projekti
|  | Zajednički poslužitelj ima stranicu o temi Širaz    |
|  | Zajednički poslužitelj ima još gradiva o temi Širaz |